# Синтенисова перуника
Синтенисова перуника (Iris sintenisii) е растение от семейство Перуникови. Среща се и в България. Видът не е застрашен.

## Разпространение
Видът е разпространен в страните от Балканския полуостров и Мала Азия както и северните части на Италия и причерноморската част на Украйна и Русия. В България е установен черноморското крайбрежие, Стара планина (източна и средна), Софийски район, Струмска долина, Славянка, Беласица, долината на река Места, Пирин, Средна гора, Източни Родопи, Тракийска низина и Тунджанска хълмиста равнина.

## Местообитание
Видът расте при надморска височина от 0 до 1000 m. Предпочита да расте в местности, обрасли с храсталаци и дъбови гори.

## Описание
Многогодишно тревисто растение. Височината му е от 15 до 40 cm. Външните околцветни листчета са без реснички на горната страна. Цветната тръбица е по-дълга от яйчника. Цъфти от април до юни.